# Alexander Mayer (Schwimmer)
Alexander Mayer (* 7. Juli 1967 in Kaufbeuren) ist ein ehemaliger deutscher Schwimmer.

## Karriere
Alexander Mayer wurde bei den Deutschen Meisterschaften 1987 Dritter über 50 Meter Brust. Auf dieser Distanz wurde er bei den Deutschen Meisterschaften 1988 Zweiter hinter Rolf Beab. 1990 in München und 1991 in Hamburg wurde er jeweils Dritter. Über 100 Meter Brust belegte Mayer 1987 ebenfalls den dritten Platz, 1988 wurde er Zweiter hinter Mark Warnecke.  Mit der Lagenstaffel des EOSC Offenbach gewann Mayer den deutschen Meistertitel 1987, 1988 und 1990.
Bei den Olympischen Spielen 1988 in Seoul belegte Mayer als Vierter des B-Finales über 100 Meter Brust den 12. Rang in der Gesamtwertung. Die 4-mal-100-Meter-Lagenstaffel erreichte das Finale mit der viertbesten Vorlaufzeit in der Besetzung Frank Hoffmeister, Mark Warnecke, Michael Groß und Björn Zikarsky. Im Finale schwamm Mayer für Warnecke, die bundesdeutsche Staffel belegte den vierten Platz mit drei Sekunden Rückstand auf das drittplatzierte Quartett aus der Sowjetunion.
Später wandte sich Mayer dem Triathlon zu, er ist Finisher des Ironman Hawaii. Alexander Mayer studierte von 1987 bis 1996 Medizin an der Johannes Gutenberg-Universität Mainz. Er ist Facharzt für Orthopädie und Unfallmedizin. Neben seiner Klinik-Tätigkeit in Wiesbaden ist er Kooperationsarzt am Olympiastützpunkt Frankfurt. Als Mannschaftsarzt betreut er die Volleyballspielerinnen des 1. VC Wiesbaden und die Rollstuhlbasketballer der Rhine River Rhinos.